# Věščút
Věščút  (polsky Wieszczęta, německy Wieszczont) je vesnice v jižním Polsku ve Slezském vojvodství v okrese Bílsko-Bělá v gmině Jasenice na území Těšínského Slezska. Sousedí s Bělovickem, Roztropicemi, Lazy, Rudicí a také Koválemi v okrese Těšín. K 31. prosinci 2014 zde žilo 517 obyvatel.
Vesnice se nachází v řidčeji zalidněné zemědělské oblasti Slezského podhůří. Rozkládá se podél okresní silnice Lazy – Kovále. Protéká tudy Łazińský potok, přítok Jilovnice.
První písemná zmínka o obci pochází z roku 1577. Na začátku 20. století se zde velké podpoře těšilo šlonzakovské hnutí. Roku 1920 byl Věščút spolu s celým východním Těšínskem připojen k Polsku. Místní památkou je evangelický kostel Smíření postavený po druhé světové válce na místě zničené hřbitovní kaple z roku 1916.